# 杉の大スギ

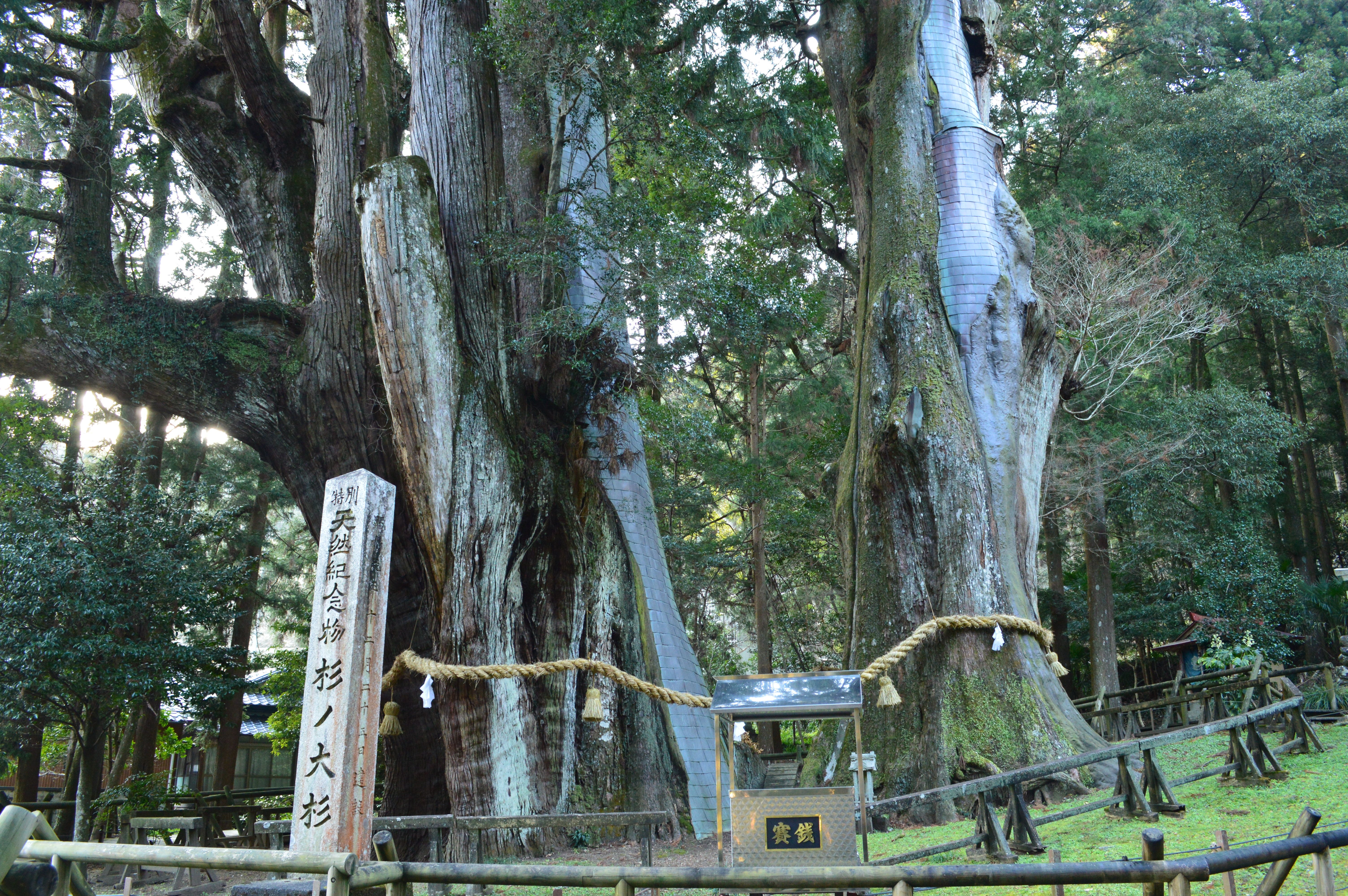
杉の大スギ（左に南大スギ、右に北大スギ）

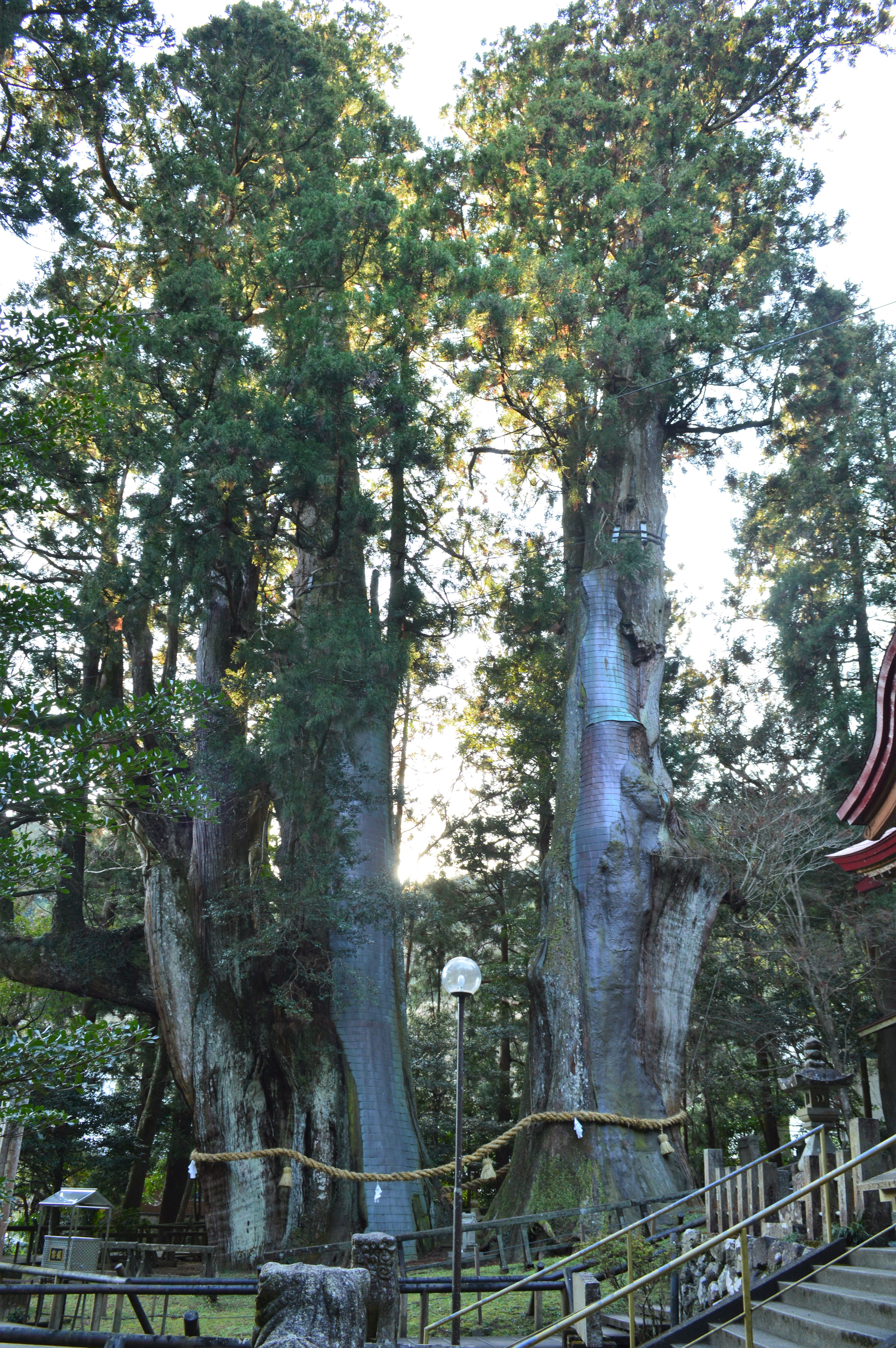
全景

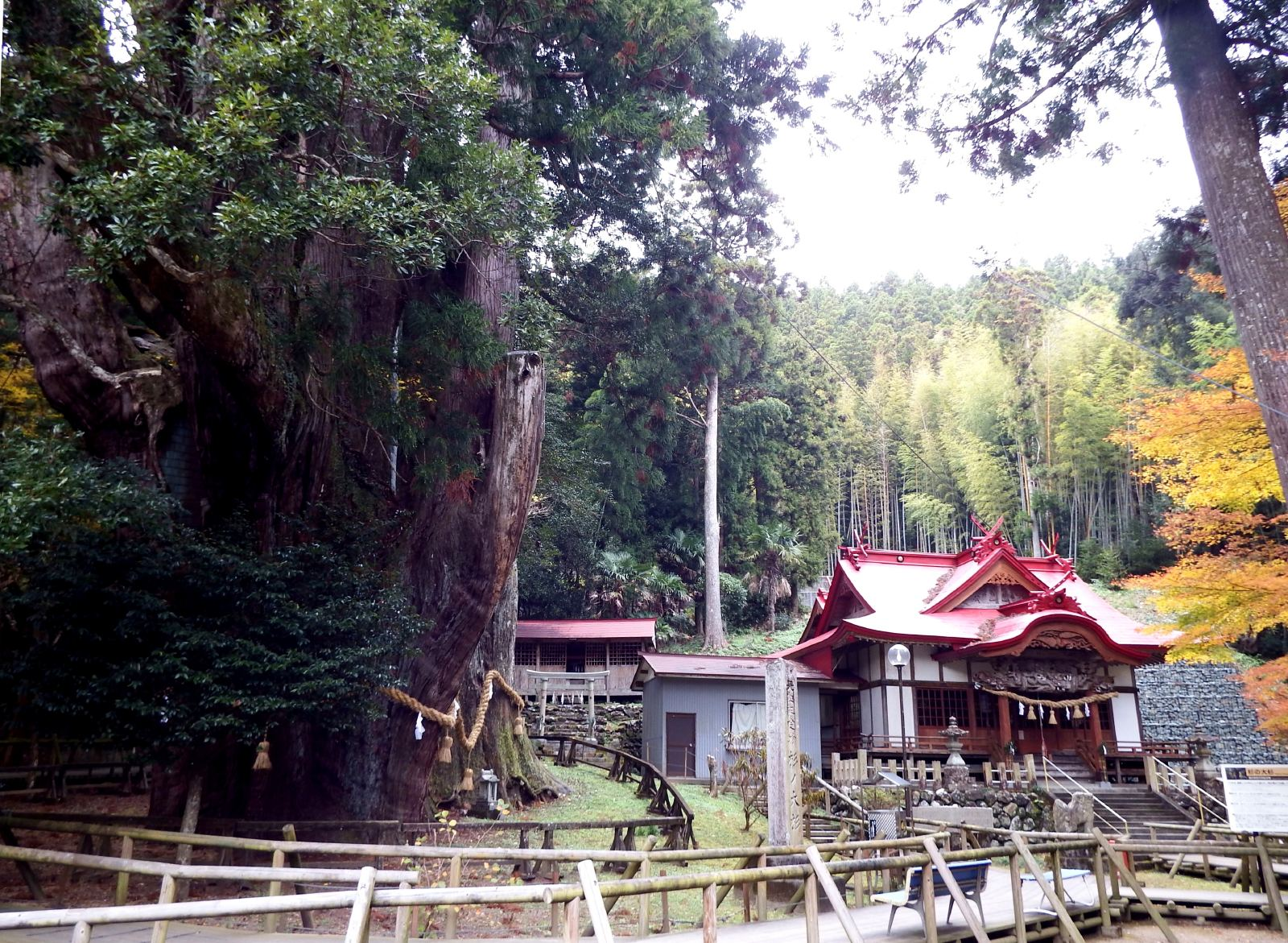
境内

杉の大スギ（すぎのおおスギ、杉ノ大杉）は、高知県長岡郡大豊町杉の八坂神社境内に生育しているスギの巨木である。推定の樹齢は3000年以上といわれ、1924年には国の天然記念物、1952年には国の特別天然記念物に指定された。根元で「北大スギ」と「南大スギ」の2本の株に分かれており、神社にみられる木としては、日本最大のものとされ、古来から信仰の対象となっていた。大豊町（旧大杉村）出身の軍人山下奉文は、この木に因んで「巨杉」（きょさん）という雅号を使用していた。著名人の参拝記録が多く、幕末には山内容堂や坂本龍馬、第2次世界大戦後には美空ひばりなどがこの木を訪れている。特にひばりとこのスギにまつわる逸話は名高く、その縁によって遺影碑と歌碑が彼女の没後に建立された。

## 由来

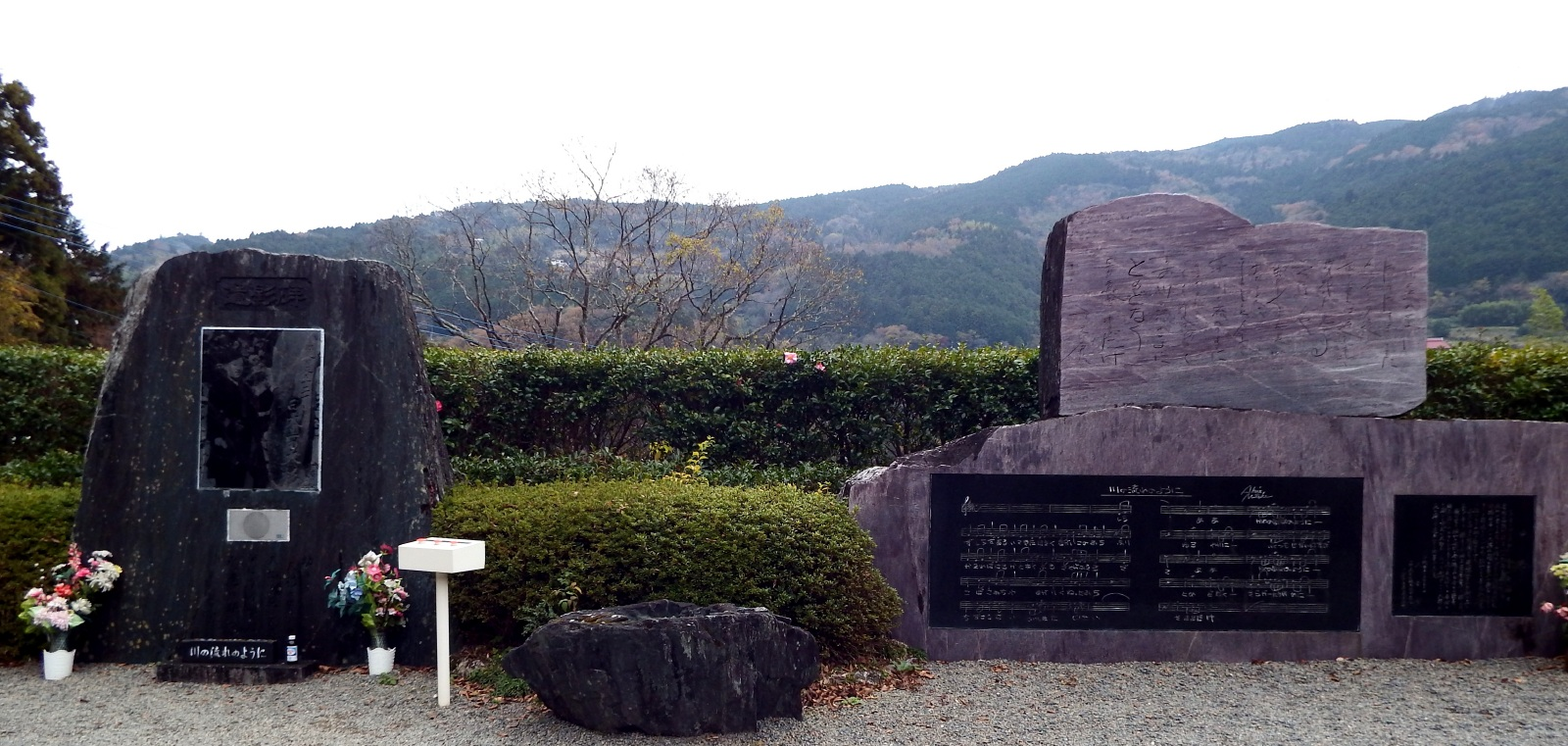
美空ひばりの歌碑

この木は素戔嗚尊が植えたという言い伝えがあり、推定樹齢の根拠とされる。古文書には、10世紀初めの延喜12年（912年）に京都から来た杉本太郎義家という武士が、木の根元に祇園牛頭天王、貴船大明神、行基菩薩の三尊像を祀ったとの伝承が記されている。木は根元で2本に分かれ、それぞれ「北大スギ」、「南大スギ」と呼ばれる。
2本のうちでは南大スギの方がやや大きく、根周りが約20メートル、樹高が約60メートルあり、日本最大のスギとされる。北大スギは根周りが約16.5メートル、樹高が約57メートルあり、岐阜県郡上市に生育する国の特別天然記念物「石徹白の大スギ」に匹敵する巨木である。このスギは「神代スギ」「天王スギ」「夫婦スギ」などと、異名を多く持つ。受胎・安産や護身のご利益があるとしてこのスギの樹皮をひそかに剥ぎ取る者が多かったために、樹皮が薄くなったところが盛り上がって不整形の形状をなしている。
杉の大スギという呼び名は「杉（であるほう）の大スギ」という意味のレトロニムであり、当スギの所在する地区名（大字）の「杉」、旧自治体の大杉村、そして土讃線大杉駅の名前は、全てこのスギに由来しているため、地名の大杉と樹木の大スギを区別する必要のある際の呼ばれ方が固有名詞として定着したものである。
高知県出身で詩人・随筆家として名を残す大町桂月は、「千早振る 神代の昔しのばれる 雲井にあおぐ 二本の杉」とこのスギの偉容を称えた。
旧大杉村出身の軍人で、「マレーの虎」と呼ばれた山下奉文は、このスギにちなんで「巨杉」の雅号を使用した。第2次世界大戦後、八坂神社の宮司は境内に山下を祀る「巨杉神社」を建立した。一時この神社は荒廃していたが、その後「巨杉の杜」と名称を改めている。
1947年4月、当時9歳の美空ひばりは公演旅行中に交通事故に遭い、大豊町で療養していた。1か月後、高知の病院に転院することになったひばりは、八坂神社に参拝して杉の大スギに「日本一の歌手にしてください」と願いをかけた。ひばりは14歳のときに当時世話になった人々へのお礼を兼ねて大豊町を再訪し、このスギに参拝している。その縁によって、大豊町はひばり没後の1993年に「大杉の苑」を整備して、遺影碑と歌碑を建立した。遺影碑には大豊町再訪時の14歳だったひばりの姿が刻まれ、そばに立つとオートサウンドシステムによって『悲しき口笛』など3曲が流れる。歌碑には作詞者の秋元康と作曲者の見岳章の直筆による『川の流れのように』の歌詞と楽譜が記されている。
杉の大スギは1954年9月26日の台風9号、1970年8月21日の台風10号によって大枝が折れるなどの被害を受けた。とりわけ1954年に大枝が折損したときは、枝1本でトラック7台分になるほどであった。近年の観光客増加によって根元付近の踏み付けによる樹勢の衰えが懸念されるため、高知県や文化庁の援助のもとに大豊町が保護対策を行い、施設整備協力費としてこのスギやひばりの歌碑を観覧する観光客から大人1人につき200円を徴収している。
杉の大スギは1924年12月9日に国の天然記念物に指定され、第2次世界大戦後の1952年3月29日には、特別天然記念物に改めて指定された。1990年に開催された「国際花と緑の博覧会」に合わせて企画された「新日本名木100選」にも選定されている。

## 八坂神社

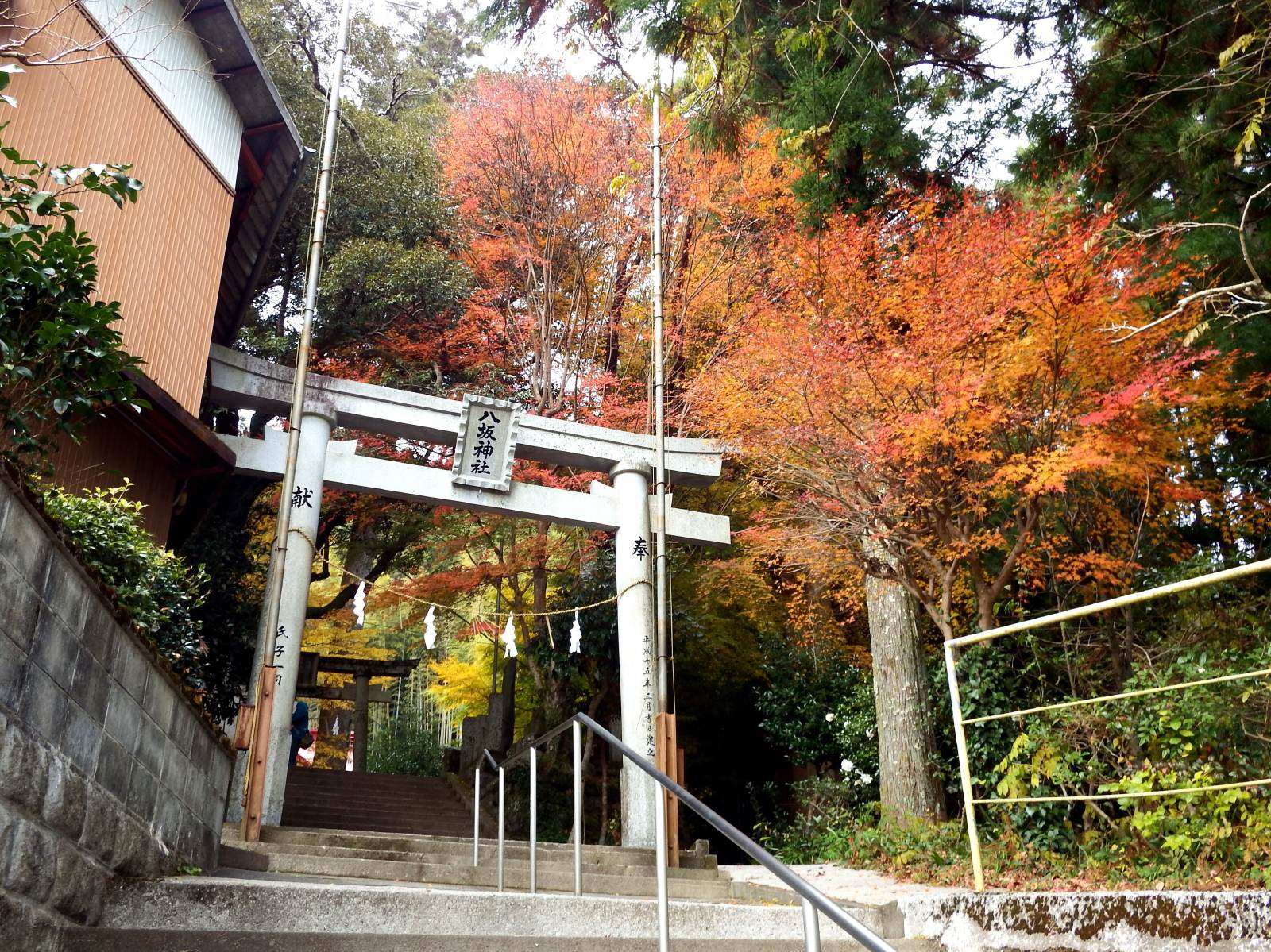
一の鳥居
本社
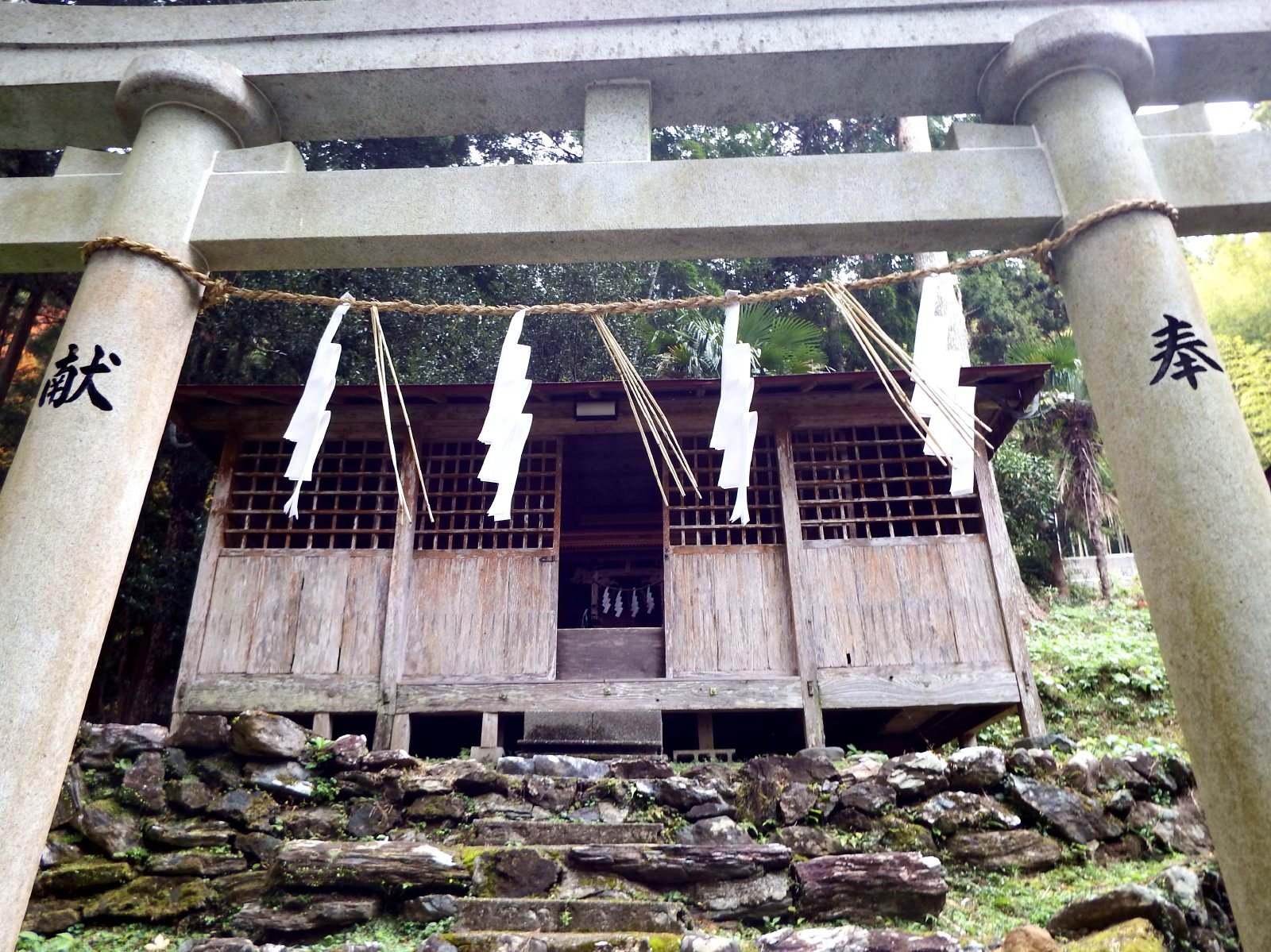
摂社・伊能社
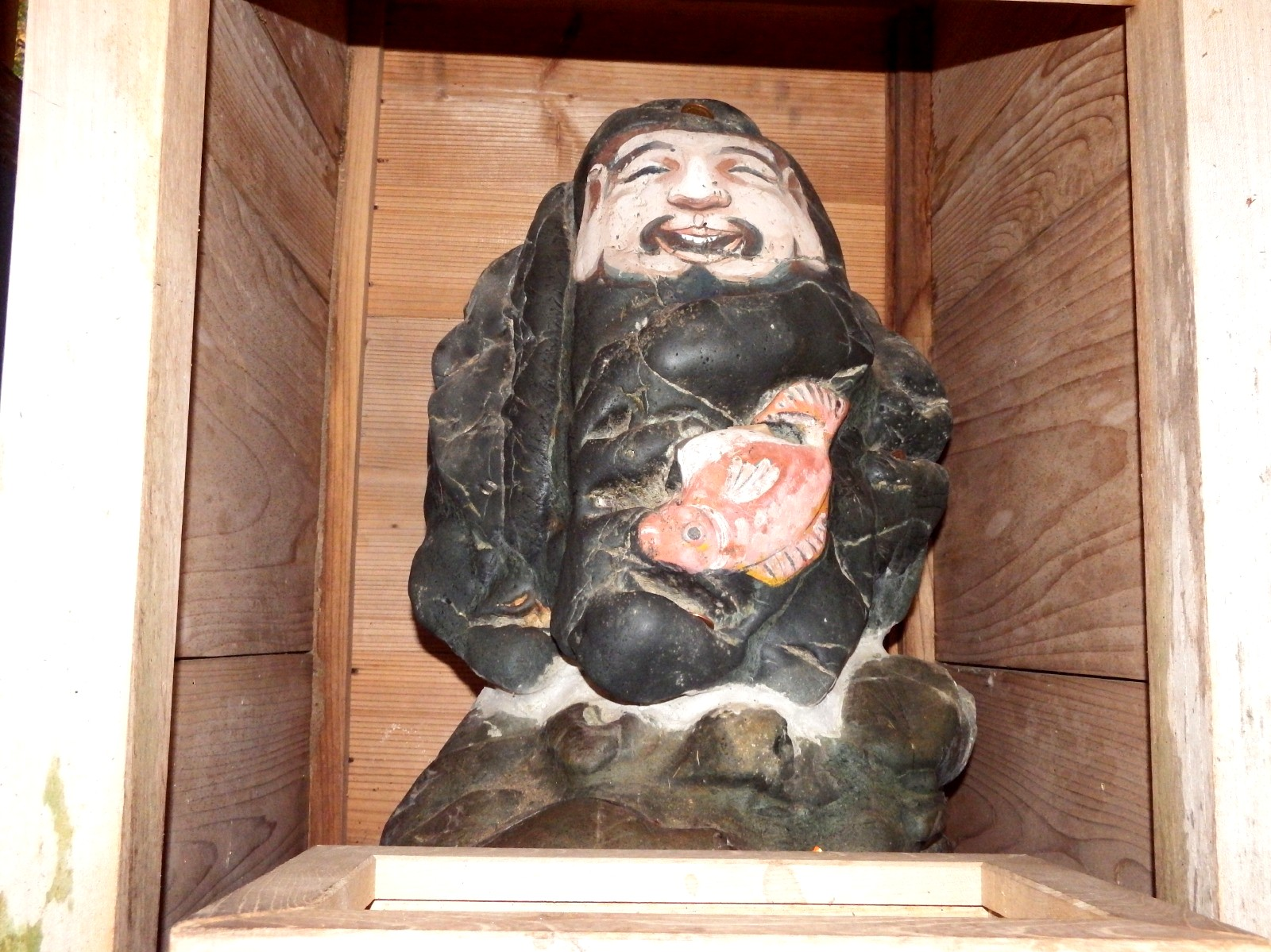
自然石の恵比寿
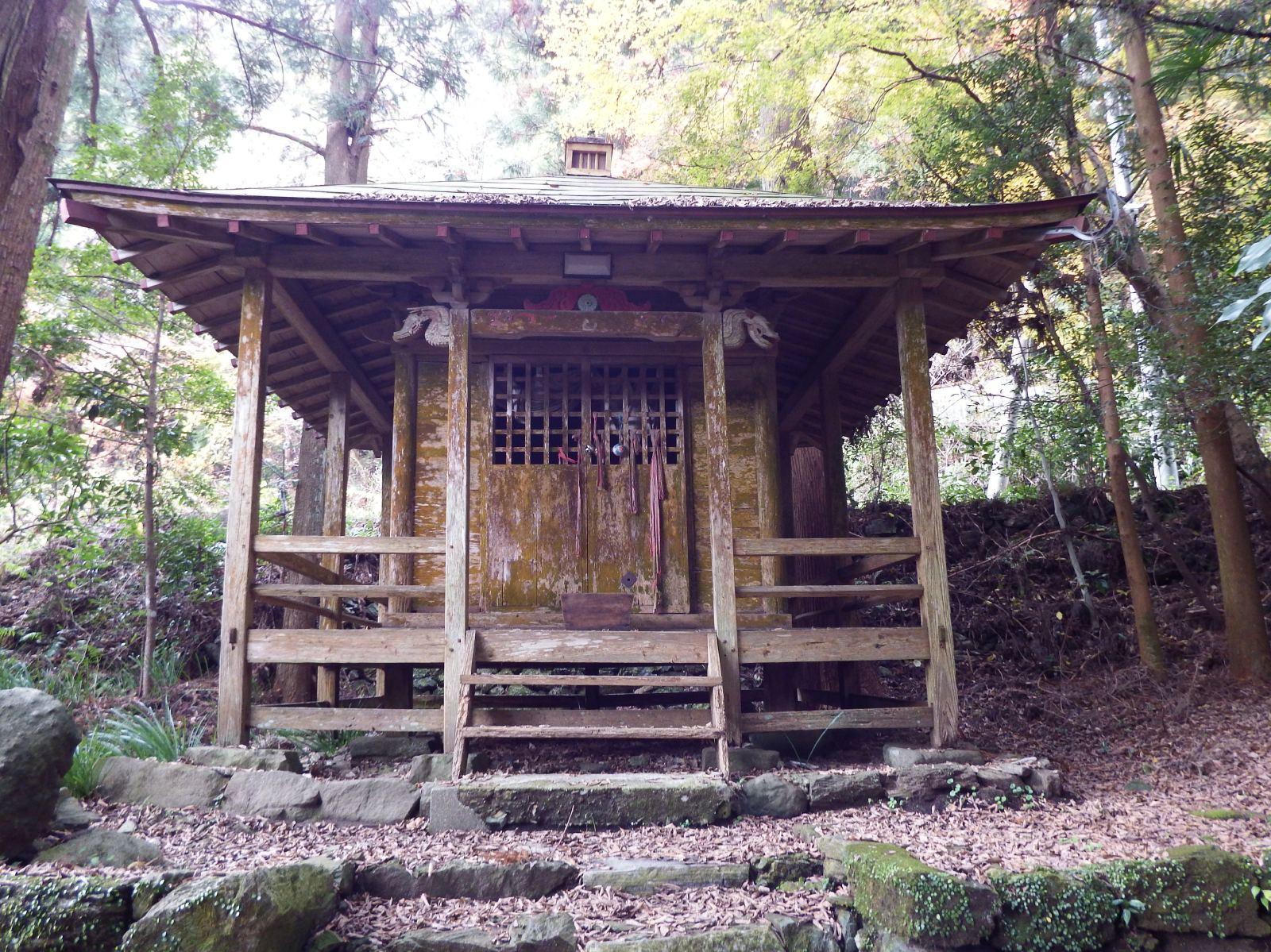
摂社

## 所在地
- 高知県長岡郡大豊町杉 八坂神社境内

## 交通
- JR四国土讃線・大杉駅下車、徒歩800メートル。